# 騎士 (アリストパネス)
『騎士』（きし、希: Ἱππεῖς, Hippeîs, ヒッペイス、羅: Equites）は、古代ギリシアのアリストパネスによるギリシア喜劇の1つ。
国家としてのアテナイもしくはアテナイ市民を擬したデーモスの下にやって来た、当時の扇動政治家クレオーンを擬したパプラゴーン（パプラゴニア人と表記される事も）という新参奴隷が、主人に言葉巧みに取り入り、将軍ニーキアースやデーモステネースを擬した奴隷たちをやり込めようとしているところで、もっと狡猾なアゴラの腸詰屋アゴラクリトスにやり込められるという風刺話が描かれる。題名は劇中でコロス（合唱隊）役を担う「アテナイの騎士たち」にちなむ。
紀元前424年のレーナイア祭で上演され優勝した。2等はクラティノスの『サテュロスたち（サテュロイ）』、3等はアリストメネスの『材木担ぎ屋たち（ヒューロポロイ）』だった。

## 日本語訳
- 『ギリシア喜劇1 アリストパネス』 松平千秋訳、ちくま文庫、1986年
  - 『アリストパネス　世界古典文学全集12』筑摩書房、1964年
  - 『ギリシア喜劇全集1』 人文書院、1961年
- 『ギリシア喜劇全集1』 平田松吾訳、岩波書店、2008年
- 『喜劇全集1』 戸部順一訳、京都大学学術出版会「西洋古典叢書」、2024年